# Chisu
Christel Martina Roosberg, känd under sitt artistnamn Chisu, född Sundberg 1982 i Ånge i Sverige, är en finsk artist. 
Familjen flyttade till Helsingfors snart efter hennes födelse. Hennes första album var Alkovi, utgivet 2008. Singeln "Mun koti ei oo täällä" från debutalbumet blev en succé.
Chisu har vunnit många priser, till exempel Emma-priset för årets låt ("Baden-Baden"), producent och kritikernas val ("Vapaa ja yksin") 2009 och 2011 vann hon Emma-priset för årets album (Kun valaistun), årets musikvideo ("Sabotage"), årets popalbum (Kun valaistun), årets producent samt årets bästa kvinnliga artist.
Chisu komponerar, skriver texter, arrangerar och producerar alla sina låtar och gör låtar också för andra artister, till exempel Erika Vikman, Tarja Turunen, Antti Tuisku, Cristal Snow, Jippu och Vesa-Matti Loiri.